# Hélianthine
Pour les articles homonymes, voir MO.
L'hélianthine, autrement appelée méthylorange (MO), orangé III ou encore orangé de méthyle, est un indicateur coloré utilisé en chimie pour marquer la présence d'un milieu acide (il vire en rose-rouge) ou d'un milieu basique (il vire en jaune-orangé). La modification du système conjugué par la protonation de la double liaison provoque un changement du maximum d'absorption. On l'utilise donc pour les dosages acido-basiques.
Sa formule chimique est C14H14N3O3S−,Na+ lorsqu'il est sous forme de sel. Le couple acide-base correspondant est NH2-Phen-N=N-Phen-SO3− / NH+2-Phen-N-NH-Phen-SO3−. Le pKa de ce couple est 3,39.
Son nom date du XIXe siècle et emprunte à la plante hélianthe (du latin helianthus - du grec hêlios, « soleil », et anthos, « fleur »).

## Couleurs de l'indicateur
| Indicateur                                       | Couleur (acide) | Transition (approximativement) | Couleur (base) |
| ------------------------------------------------ | --------------- | ------------------------------ | -------------- |
| Méthyl orange                                    | rouge           | 3,1 à 4,4                      | jaune          |
| Méthyl orange en solution dans le xylène cyanole | pourpre         | 3,2 à 4,2                      | vert           |

## Synthèse
Une synthèse possible consiste à faire évoluer une amine primaire (R-NH2) en diazonium (R-NN+) stable lorsque R est un dérivé benzénique. Cet ion diazonium est très réactif et permet de synthétiser de nombreux colorants azoïques et en particulier l'hélianthine, en choisissant de façon adéquate les substituants des divers réactifs.
Cette réaction peut se décomposer de façon schématique en deux étapes principales :
- une première étape où l'on transforme l'amine primaire en ion diazonium par l'action de l'acide nitreux. Ce dernier étant particulièrement instable, on utilise en fait le nitrite de sodium (Na+, NO2−) en milieu acide :

 +  + H+ =  + 2 H2O
- la seconde étape fait réagir le cation diazonium substitué avec un dérivé benzénique par substitution électrophile aromatique :

 + H-R’ = R-N=N-R’ + H+
Dans notre cas, on choisit R = HO3S-Ph et R’ = Ph-N(CH3)2 pour former l'hélianthine.

## Galerie

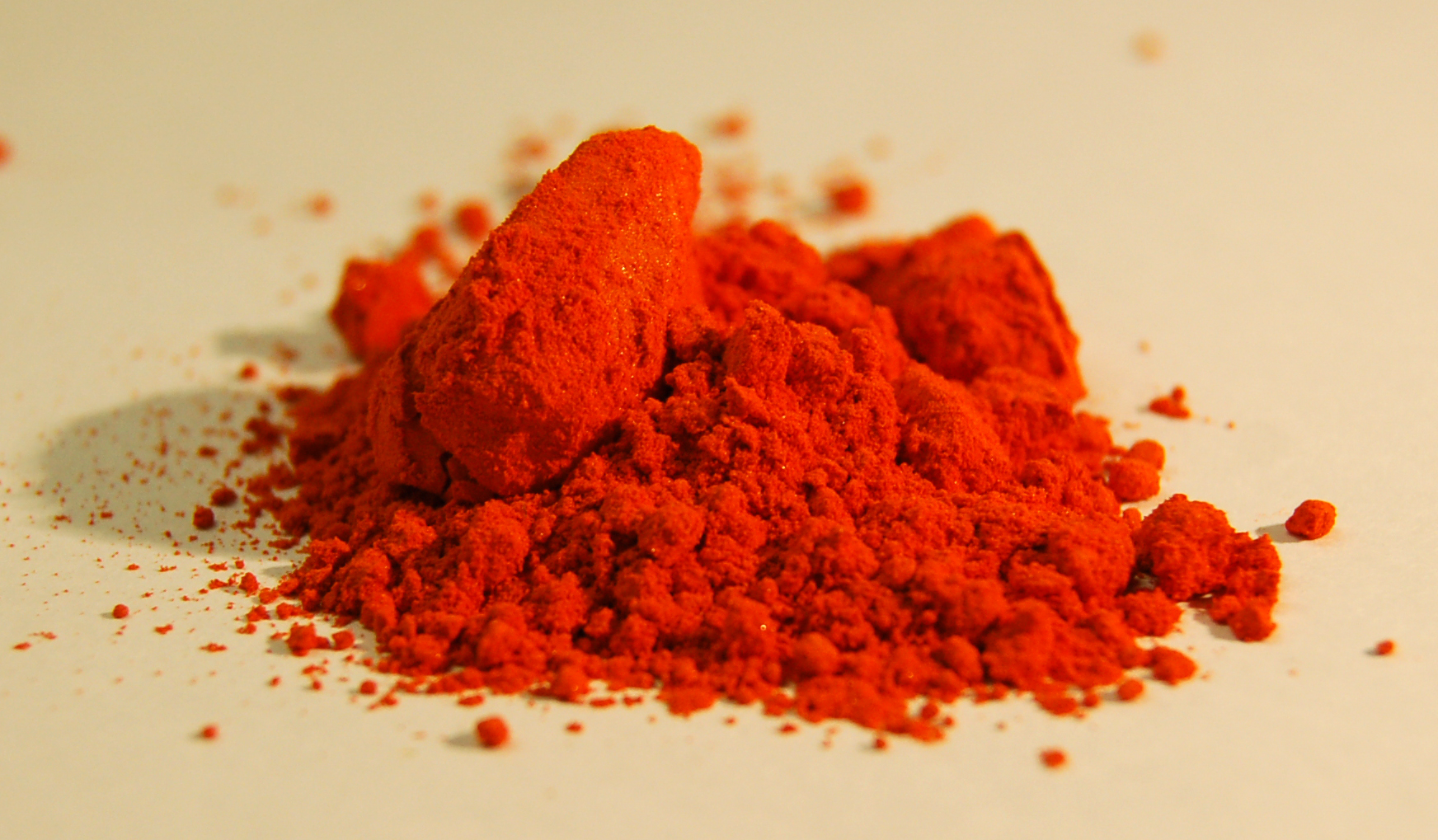
Hélianthine en poudre.
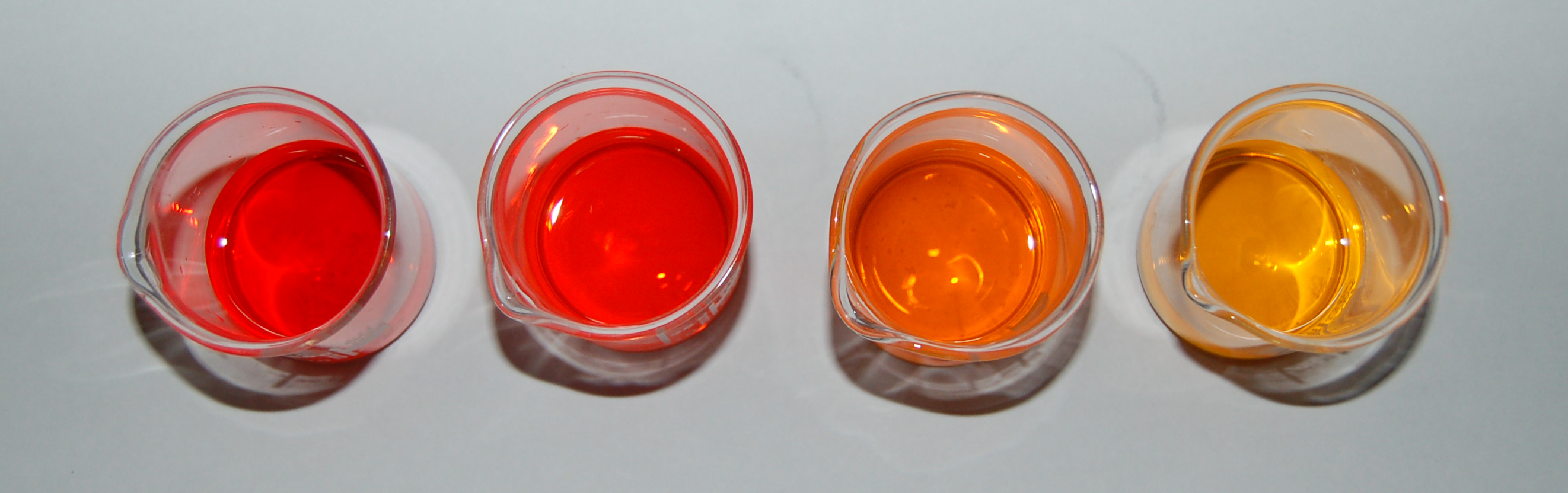
Échelle de teintes de l'hélianthine (de gauche à droite : pH croissant).